# آرتوکارپوس سریکارپوس
آرتوکارپوس سریکارپوس (نام علمی: Artocarpus sericicarpus) نام یک گونه از سرده آرتوکارپوس است.